# 雙斑鰧
雙斑鰧，又稱雙斑瞻星魚，为輻鰭魚綱鱸形目瞻星魚科的其中一種，俗名大頭丁、眼鏡魚、向天虎。

## 分布
本魚分布於印度西太平洋區，包括日本、朝鮮半島、臺灣、馬來西亞、菲律賓、印尼、澳洲等海域。

## 深度
水深15至100公尺。

## 特徵
本魚頭大，體延長。背鰭2枚，呼吸瓣厚而長，約為眼徑之兩倍；前鰓蓋下緣有棘4至5枚。體呈暗灰色，體側有二個大形黑褐色斑，頰部有一黑褐色斑，第一背鰭黑紫色。背鰭硬棘4至5枚；背鰭軟條13至14枚；臀鰭軟條13枚。胸鰭後緣黃色；尾鰭黑褐色，邊緣淺黃色。體長可達15公分。

## 生態
本魚棲息於沙泥底海域，屬小型底棲性肉食魚類，常將身體埋於沙中，僅露出眼睛，以口腔的皮瓣引誘和補食其他小魚及底棲性生物。

## 經濟利用
可食用，味劣，多作下雜魚處理。具有毒棘，易傷人。

## 扩展阅读
維基物種上的相關：雙斑鰧